# Henk Elkerbout
Henk Elkerbout (Huizen, 1942 - mei 2000) was een Nederlandse jazz-pianist, organist en arrangeur.
Eind jaren vijftig studeerde hij aan de kweekschool in Leiden en speelde daar in de "Trainingscollege Jazzband". In 1965 ging hij spelen bij de Skymasters. Later dat decennium werd hij pianist in de groep van Ferdinand Povel, waar hij Martin Haak verving. In de jaren zeventig nam hij een album op met voormalige leden van de Dutch Swing College Band ("Dixieland Reünie", 1971). Hij speelde keyboards op een album van Ruud Brink en was pianist op enkele albums van Rogier van Otterloo ("Visions", "On the Move" en "Tin Pan Alley"). Hij leidde een kwartet met Ruud Brink, Rob Langereis en Peter Ypma, dat tevens Greetje Kauffeld begeleidde op plaatopnames. Tevens werkte hij mee aan albums van Wim Overgaauw en Piet Noordijk. Hij begeleidde Jasperina de Jong (waarvoor hij tevens arrangeerde) en Jaap van de Merwe. In de jaren tachtig ging hij doceren aan het conservatorium in Hilversum, studenten van hem waren onder andere Michiel Borstlap, Edwin Schimscheimer en Anke Helfrich.
Elkerbout was getrouwd met de zangeres en voormalige tienerster Connie van Bergen.